# Aire marine protégée de Capo Rizzuto
L'aire marine protégée de Capo Rizzuto (en italien : Area Marina Protetta Capo Rizzuto) est une aire marine protégée italienne, située en Calabre, dans la province de Crotone. Créée en 1991, elle couvre une superficie d'approximativement 15 000 hectares et a été placée sous le régime de la convention de Barcelone.

## Territoire
La zone s'étend sur environ 100 mètres de la côte et se divise en deux zones principales :
- Zone A de réserve intégrale, elle-même divisée en deux autres parties : 
  - une immédiatement au sud du Cap Colonna ;
  - l'autre plus vers le Cap Cimiti ; qui couvrent environ 6 km de côte. L'accès, la navigation, la baignade et tout ce qui pourrait altérer le milieu marin sous-jacent sont interdits dans cette zone. Ici les visites sont guidées et réglementées.
- Zone B est appelée "réserve générale", partant du sol de Crotone , jusqu'à la partie occidentale de la forteresse de Castella , couvrant près de 30 km de côte. Ici, les limitations sont réduites par rapport à la zone de réserve intégrale, et vous pouvez également pratiquer la pêche stationnaire ou au chalut.

## Flore et faune
L'importance de cette réserve marine se retrouve à la fois dans la richesse de la faune et de la flore marines, et dans les plages blanches aux eaux cristallines.
Les fonds marins de cette zone sont très peu profonds, contrairement à tous les autres fonds marins de la côte calabraise, à l'exception de certaines zones rocheuses ; il suffit de penser que l'isobathe de 10 mètres se trouve après environ 1 kilomètre. Les fonds marins sont cependant très riches, avec des herbiers de posidonies. Selon les fonds marins sableux ou rocheux, les habitants sont différents. Parmi la faune, se distinguent les porifères, les cnidaires et les mollusques ; parmi les poissons présents figurent des mérous , des mulets , des girelles et des poissons perroquets colorés (d'origine subtropicale ).

## Liens connexes
- Liste des aires marines protégées en Italie
- Tour de Nao